# رنه لته‌لیر
رِنه لِتِه‌لیِر مارتنِر (اسپانیایی: René Letelier Martner‎؛ ۲۱ سپتامبر ۱۹۱۵ سان برناردو – ۲ ژوئیهٔ ۲۰۰۶ سانتیاگو)، استاد بین‌المللی شطرنج فرانسوی‌تبار اهل شیلی بود. عنوان استاد بین‌المللی در ۱۹۶۰ به او اعطا شد.
او به نمایندگی از شیلی در هفت المپیاد شطرنج شرکت کرد.
- ۱۹۳۹، در هشتمین المپیاد شطرنج در بوئنوس آیرس ‎(+۴ –۸ =۱)؛
- ۱۹۵۰، در نهمین المپیاد شطرنج در دوبروونیک ‎(+۴ –۵ =۶)؛
- ۱۹۵۶، در دوازدهمین المپیاد شطرنج در مسکو ‎(+۵ –۳ =۹)؛
- ۱۹۶۰، در چهاردهمین المپیاد شطرنج در لایپزیگ ‎(+۷ –۴ =۸)؛
- ۱۹۶۴، در شانزدهمین المپیاد شطرنج در تل آویو ‎(+۴ –۷ =۵)؛
- ۱۹۶۶، در هفدهمین المپیاد شطرنج در هاوانا ‎(+۴ –۶ =۷)؛
- ۱۹۷۴، در بیست‌ویکمین المپیاد شطرنج در نیس ‎(+۳ –۴ =۱).

## بازی‌های قابل توجه
- René Letelier vs Jacobo Bolbochán, Mar del Plata 1936, Queen's Gambit Declined, Semi-Slav, D46, 1-0
- René Letelier vs Miguel Najdorf, Montevideo 1954, King's Indian, Sämisch Variation, E80,  1-0
- Robert James Fischer vs René Letelier Martner, Mar del Plata 1959, Ruy Lopez, Closed, Chigorin, C97, 0-1